# E-Plus
E-Plus Gruppe was een Duitse aanbieder van mobiele communicatie met het hoofdkantoor in Düsseldorf. Opgericht eind 1992 tijdens de liberalisering van de telecommarkt en in 2002 volledig overgenomen door Koninklijke KPN. In 2013 verkocht KPN alle aandelen in E-Plus aan Telefónica Deutschland en de verkoop was in 2014 afgerond. Telefónica Deutschland voegt sindsdien de netten van E-Plus samen met die van het eigen O2. E-Plus was naar marktaandeel de derde aanbieder in Duitsland, na T-Mobile Deutschland en Vodafone Deutschland. De nieuwe combinatie E-Plus en O2 is de grootste op de mobiele markt.

## Geschiedenis

### Opening telecommarkt
In aanloop naar de liberalisering en privatisering van de Duitse telecommunicatiemarkt in 1998 vergunde bondsminister voor telecommunicatie Wolfgang Bötsch in 1993 een licentie voor een derde digitaal mobiel netwerk, het E1-net (DCS 1800, later GSM 1800). Een jaar eerder vormde E-Plus Mobilfunk GmbH rondom een consortium waarvan Vebacom, RWE Telliance, Thyssen Telecom en BellSouth de belangrijkste deelnemers waren. Dit consortium wist de licentie te verkrijgen en zo het tweede private netwerk in Duitsland op te zetten na Mannesmann (D2-net). In 1994 was het netwerk van E-Plus in Berlijn en zeven andere gebieden klaar voor gebruik en ging het eerste GSM 1800 net van Duitsland van start.
De energieconcerns VEBA en RWE fuseerde hun telecomactiviteiten Vebacom en RWE Telliance in 1997 tot o.tel.o communications. ThyssenKrupp verkocht eind 1997 het 30,1% belang van Thyssen Telecom in E-Plus aan o.tel.o.. Door de verkoop verkreeg o.tel.o een meerderheidsbelang van 60,25% in E-Plus. VEBA en RWE herzagen in 1999 hun bedrijfsmodel en verlegde de focus naar energie. O.tel.o werd verkocht aan het Duitse Mannesmann Arcor en vanwege mededingingsrecht moest het aandeel in E-Plus verkocht worden.
Tegelijkertijd zocht France Télécom in 1999 naar buitenlandse overnames. Het Britse Vodafone Group, dat een belang van 17,24% in E-Plus bezat, fuseerde in dat jaar met het Amerikaanse AirTouch dat een aanzienlijk belang bezat in de Duitse concurrent Mannesmann en vanwege mededingingsrecht de aandelen in E-Plus diende te verkopen. Om te voorkomen dat France Télécom E-Plus zou overnemen nam het Amerikaanse BellSouth een krediet van €9,18 miljard bij KPN. Met dit krediet voerde BellSouth haar recht van eerste koop uit en kocht de aandelen van Vodafone. Daarnaast kocht BellSouth ook de aandelen van o.tel.o in E-Plus. Het krediet aan KPN werd in 2000 omgezet in een 77,49% belang in E-Plus waardoor KPN meerderheidsaandeelhouder in E-Plus werd. Begin 2002 maakte KPN bekend de resterende aandelen van BellSouth te verwerven door middel van een aandelenruil.

### KPN
In 2000 veilde de RegTP de 3G Universal Mobile Telecommunications System (UMTS)-licentie. Om deze licentie te verkrijgen vormde E-Plus/KPN een consortium met de Hongkongse investeerder Hutchison Whampoa en het Japanse telecombedrijf NTT DoCoMo. De licentie werden geveild rond de € 16 miljard per licentie, ongeveer €620 per inwoner van Duitsland. Door deze dure licenties staken veel telecombedrijven zich diep in de schulden. De combinatie van schulden en de beperkte markt voor 3G-technologie rond 2000 zorgde ervoor dat de opbouw van UMTS-netwerken in Duitsland traag verliep. Het netwerk van E-Plus was rond 2004 gereed.
KPN en NTT DoCoMo gingen een licentieovereenkomst om i-mode aan KPN-klanten aan te bieden. In Duitsland werd i-mode als eerste via E-Plus aangeboden. KPN introduceert in 2005 ook de eigen virtuele operators discounter BASE (uit België) en het voor Turkse immigranten Ay Yildiz. Daarnaast gaat E-Plus partnerschappen aan met Simyo, Blau en Aldi Talk (met Medion Mobile). In 2006 gaat de prepaid-aanbieder Ortel Mobile van start in Duitsland. KPN koopt in 2007 een meerderheidsaandeel in Ortel en Simyo en koopt Blau Mobilfunk in 2008.
In 2006 ruilt E-Plus via de Bundesnetzagentur een deel van de frequenties op het E1-net (GSM 1800) voor frequenties op de D-netten (GSM 900), de EGSM frequenties. In 2010 is er een nieuwe frequentieveiling door de Bundesnetzagentur. Het aantal gegadigde voor de frequenties is kleiner dan bij de vorige en de gezamenlijke opbrengst van de veiling is € 4,4 miljard.

### Telefónica

#### Overname
Op 23 juli 2013 werd bekend dat alle aandelen van E-Plus overgaan van KPN naar Telefónica Deutschland. KPN ontvangt in ruil € 3,7 miljard in geld en een aandelenbelang van 24,9% in het grotere Telefónica Deutschland. KPN verkoopt direct 7,3% van de aandelen voor € 1,3 miljard aan moedermaatschappij Telefónica, na deze transactie resteert voor KPN een belang van 17,6% in de Duitse activiteiten van Telefónica. E-Plus was in 2000 gekocht om de Europese ambities van KPN gestalte te geven. KPN gaat de verkoopopbrengst gebruiken om haar financiële positie te versterken.
De grootaandeelhouder América Móvil in KPN was aanvankelijk tegen de verkoop van E-Plus. América Móvil, Telefónica en KPN hebben gezamenlijk over de nieuwe voorwaarden onderhandeld en het bod is verbeterd. KPN krijgt in Telefónica Deutschland een groter belang van 20,5% en geeft KPN een call-optie voor maximaal 2,9% aandelen in Telefónica Deutschland, die een jaar na de levering van E-Plus kan worden uitgeoefend. De verkoop van E-Plus levert KPN een onveranderd bedrag op van € 5 miljard in contanten. De totale transactiewaarde komt na deze wijzigingen uit op € 8,55 miljard, dit is bijna € 0,5 miljard meer dan in juli was afgesproken. Op de verkoop van E-Plus lijdt KPN een boekverlies van ongeveer € 3,7 miljard. Dat is het verschil tussen het bedrag waarvoor de dochteronderneming in de boeken staat en het bedrag dat Telefónica Deutschland ervoor betaalt.
In september 2014 werd de transactie afgerond. KPN kreeg € 5 miljard in contanten en een belang van 20,5% in Telefónica Deutschland. De verkoop zal naar verwachting meer dan € 5 miljard aan synergievoordelen opleveren, waarvan KPN zal profiteren middels dit minderheidsbelang.
In 2015 begon Telefónica Deutschland de GSM-netten van E-PLus (E1-net) en O2 (E2-net) samen te voegen als ook een landelijk dekkend net van UMTS zendmasten te makken uit de 2 oude netten. Het LTE net van E-Plus werd samengevoegd met het in opbouw zijn de net van O2.
In februari 2016 begon Telefónica Deutschland met het omzetten van E-Plus en BASE klanten naar het eigen O2. BASE werd in juli 2016 als een nieuw online merk geïntroduceerd voor nieuwe klanten, maar met het oude BASE-logo. Oude BASE klanten werden echter nog steeds overgezet naar O2. Ook werd in juli 2016 aangekondigd dat het E-Plus merk Simyo verdwijnt en Simyo klanten overgezet worden naar Blau.

## Mobiel netwerk
E-Plus heeft een 2G GSM 1800-net (E1-net) sinds 1994 en een 3G UMTS-net sinds 2004. Ook was E-Plus begonnen met het bouwen van een LTE-net.
E-Plus was de allereerste telecomaanbieder in Duitsland die i-mode introduceerde, toen de andere aanbieders nog geen MMS aan hun klanten boden. Dit heeft ervoor gezorgd dat E-Plus een sterke positie in de markt kreeg.